# Benji Madden
Benjamin Levi "Benji" Madden, nato Benjamin Levi Combs (Waldorf, 11 marzo 1979), è un musicista statunitense, chitarrista e seconda voce dei Good Charlotte, e nell'album The Chronicles of Life and Death, il terzo della band, suona il violino in brani come I Just Wanna Live. 
È il fratello gemello di Joel Madden, cantante del gruppo.

## Biografia
Alla nascita i due bambini vennero registrati all'anagrafe con il cognome  del padre, ossia Combs. L'uomo abbandonò la famiglia la vigilia di Natale del 1995, quando Benji e Joel avevano sedici anni. In seguito, entrambi cambiarono legalmente il cognome in Madden, quello della madre.
A sedici anni Benji Madden cominciò a suonare la chitarra ed iniziò a riflettere, assieme al fratello gemello, sulla possibilità di mettere su una band.
Nel 1997 la madre regalò loro, come premio per il diploma, due biglietti aerei per la California, così da permettere loro di visitare alcuni famosi club che avevano visto i natali di molti gruppi musicali statunitensi, e andarono al concerto dei Beastie Boys: da quel giorno, decisero che quello doveva essere il loro destino.
Dopo l'esperienza californiana i fratelli Madden contattarono due loro vecchi compagni di liceo, Paul Thomas e successivamente Billy Martin, e diedero ufficialmente vita al progetto Good Charlotte.
Nel 2013 collabora con i Tonight Alive per il singolo Breakdown, in cui compare anche nel video.
Nel 2014 ha dato vita col fratello al progetto The Madden Brothers.
Nel 2015 è giudice di The Voice Australia.

## Vita privata
Il 5 gennaio del 2015, ha sposato l'attrice Cameron Diaz con rito ebraico, celebrato nella casa di lei a Beverly Hills, California. La coppia si era conosciuta dieci mesi prima grazie alla cognata, Nicole Richie, moglie del fratello gemello Joel Madden. Il 3 gennaio 2020 la coppia annuncia, tramite Instagram, la nascita della prima figlia, Raddix Madden, nata tramite gestazione per altri il 30 dicembre 2019.